# Museo civico d'arte contemporanea - Pinacoteca Cascella
Il Museo civico d'arte contemporanea - Pinacoteca Cascella, nota anche come Pinacoteca Basilio e Michele Cascella o semplicemente Pinacoteca Cascella, è un museo d'arte sito nel Palazzo Farnese ad Ortona, in provincia di Chieti ed è dedicato agli artisti alla memoria di Basilio Cascella e dei figli Michele e Tommaso. All'interno del museo sono esposti varie opere dei Cascella, tra cui tele, sculture in ceramica provenienti dal paese d'origine della famiglia il comune Rapino, e progetti, come le geometrie che sono state realizzate in pietra marina presso il corso Vittorio Emanuele di Ortona, progetto di Tommaso Cascella. Il museo allestito piano terra del palazzo, ospita anche la collezione Ex Libris Mediterraneo.

## Museo Ex Libris Mediterraneo

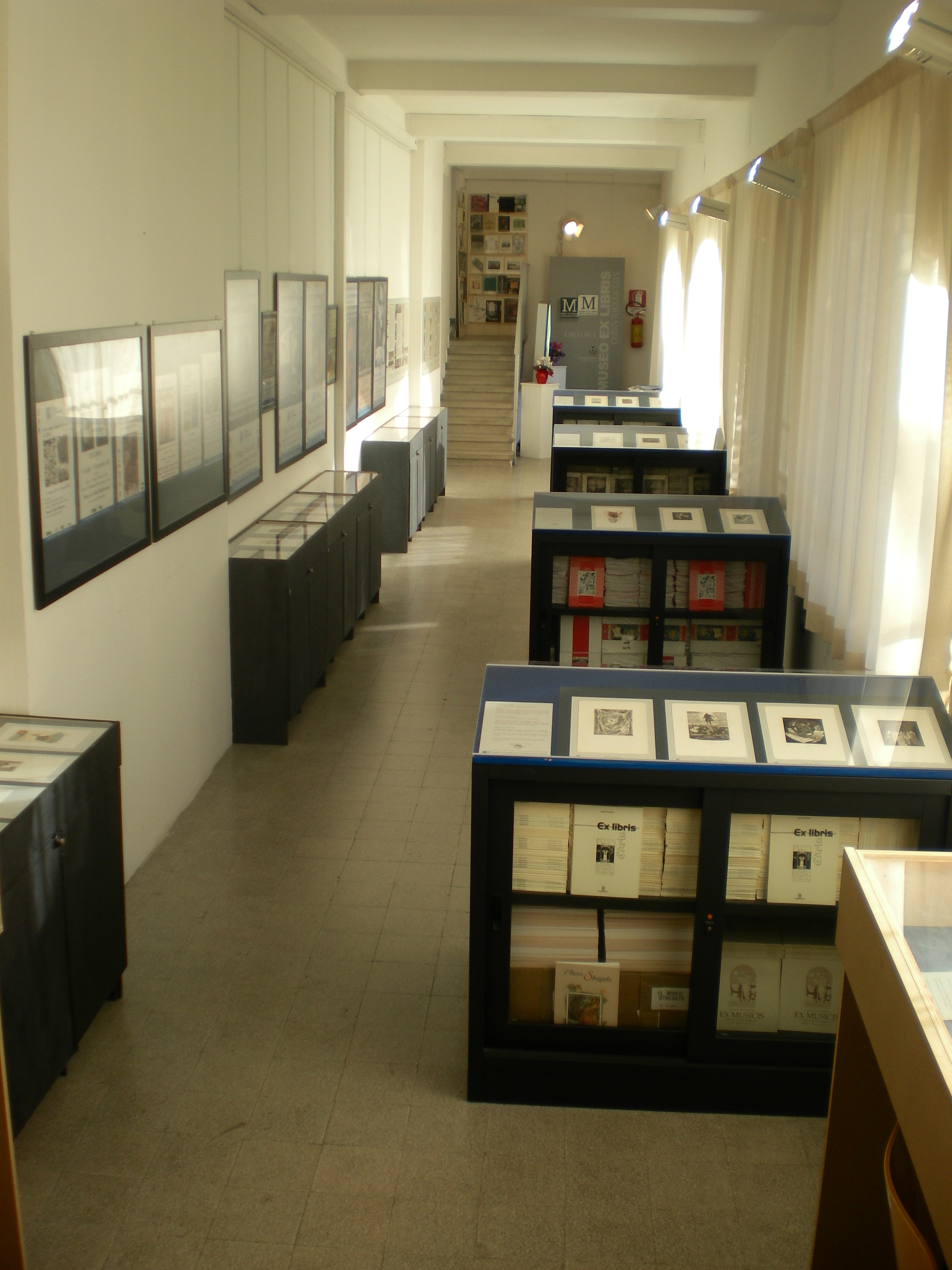
Galleria del Museo Ex Libris Mediterraneo

Si trova al piano terra, ci sono varie sale che espongono i poster originali delle varie edizioni della cerimonia
In una seconda ala del primo piano, rivolta verso piazza Municipio, si trova una sala dedicata agli studi e ai convegni sulla figura di Margherita d'Austria, duchessa di Ortona; oltre al poster del Convegno di Studi del 1983, i cui atti furono pubblicati in volume, si trova una riproduzione della carta geografica di Ortona realizzata dall'abate Giovan Battista Pacichelli.

## Museo della famiglia Cascella e Sala Michetti
Le scalinate che portano ai piani superiori del palazzo, sono decorate con opere d'arte contemporanea, un busto dedicato a Margherita d'Austria, e una gigantografia a poster con il ritratto della famiglia Cascella: Basilio coi figli Tommaso e Michele, e l'albero genealogico della famiglia stessa.
La porzione del piano superiore è divisa nelle sale dedicate a Basilio, Michele, Tommaso e Gioacchino Cascella, e nella grande sala auditorium con soffitto a capriate lignee dipinte, e con delle tele di artisti ortonesi, e dello stesso Francesco Paolo Michetti. Le opere, in tutto 53di maggior rilievo sono di Basilio Cascella: la litografia della donna di Cocullo col serpente, Fiori di cardo del 1901, i Putti del 1919, il ritratto di Luisa De Benedictis madre di Gabriele d'Annunzio, la Processione delle Verginelle di Rapino datata 1917; di Michele Cascella si conservano tele che mostrano scorci di Ortona, come il porto con le barche o le vie del centro; di Tommaso e Gioacchino Cascella si conservano opere che ritraggono le case del borgo di Rapino, vedute panoramiche con fiori, e si conserva inoltre la riproduzione in miniatura del Monumento alle vittime civili di guerra, realizzato da Tommaso Cascella nel cimitero comunale di Ortona.
La sala auditorium ospita un ritratto del medico chirurgo Gaetano Bernabeo di Ortona, il quale realizzò il primo ospedale civile moderno in città, realizzato da Francesco Paolo Michetti.